# خون
خون یکی از مایعات بدن در دستگاه گردش خون انسان‌ها و دیگر مهره‌داران است که مواد ضروری مانند مواد مغذی و اکسیژن را به سلول‌ها منتقل می‌کند و همچنین محصولات زائد متابولیک را از آن سلول‌ها دور می‌کند.
خون از سلول‌های‌خونی که در پلاسمای خون معلق‌اَند، تشکیل شده است.
پلاسما که ۵۵٪ از مایع خون را تشکیل می‌دهد، اغلب از آب (۹۲٪ حجمی) تشکیل شده و مشتمل بر: پروتئین‌ها، گلوکز، یون‌های معدنی و هورمون‌هاست. سلول‌های‌خونی بیشتر شامل گلبول‌های قرمز (اریتروسیت‌ها)، گلبول‌های سفید (لوکوسیت‌ها) و (در پستانداران) پلاکت‌ها (ترومبوسیت‌ها) هستند. گلبول‌های قرمز بیشتر از همه انواع سلول‌های خونی وجود دارند. این سلول‌ها حاوی هموگلوبین هستند که به انتقال اکسیژن کمک می‌کند و با پیوندی معکوس به اکسیژن، حل‌پذیری آن را افزایش می‌دهد. مهره‌داران دارای فک دارای یک دستگاه ایمنی تطبیقی هستند که عمدتاً بر اساس گلبول‌های سفید عمل می‌کند. گلبول‌های سفید به مقاومت در برابر عفونت‌ها و انگل‌ها کمک می‌کنند. پلاکت‌ها نیز در لخته شدن خون نقش مهمی دارند.
خون از طریق رگ‌های خونی به وسیله عمل پمپاژ قلب در بدن به جریان می‌افتد.
در حیوانات دارای شش، خون شریانی اکسیژن را از هوای تنفسی به بافت‌های بدن می‌برد و خون وریدی کربن دی‌اکسید، محصول زائد متابولیسم تولید شده توسط سلول‌ها را از بافت‌ها به شش‌ها منتقل می‌کند تا از بدن خارج شود.
خون زمانی که هموگلوبین آن اکسیژن‌دار باشد، قرمز روشن و زمانی که اکسیژن‌زدوده باشد، قرمز تیره به نظر می‌آید.
اصطلاحات پزشکی مرتبط با خون معمولاً با پیشوندهای هِمو، هماتو، هما یا هماتو آغاز می‌شوند که از واژه یونانی αἷμα (هائیما) به معنی «خون» گرفته شده است.
در زمینه کالبدشناسی و بافت‌شناسی، خون به عنوان یک فرم تخصصی از بافت همبند در نظر گرفته می‌شود، زیرا منشأ آن در استخوان‌هاست و حضور الیاف مولکولی بالقوه به شکل فیبرینوژن را داراست.

## عملکردها

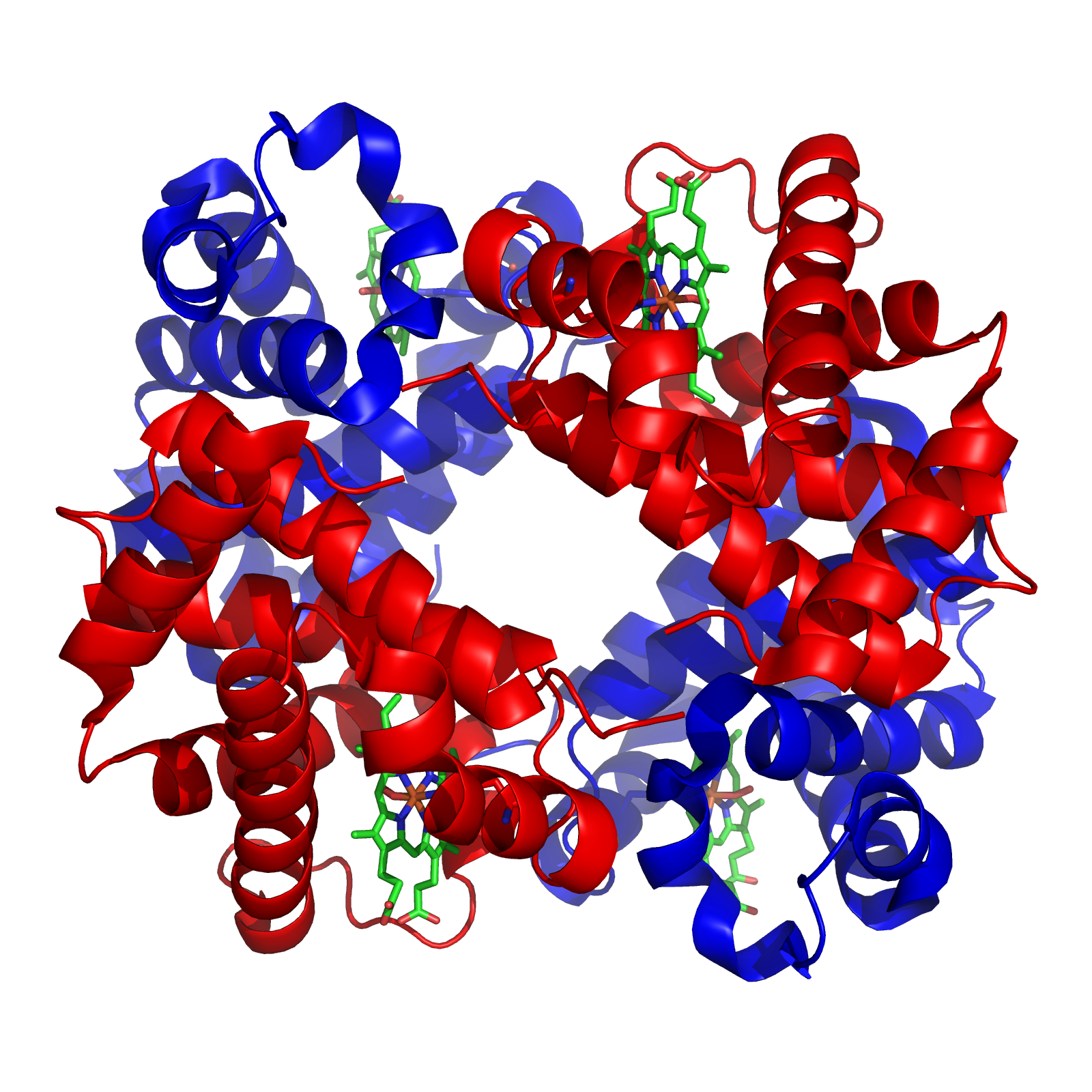
هموگلوبین، یک پروتئین کرویسبز = گروه‌های همقرمز و آبی = زیرواحدهای پروتئین

خون در بدن وظایف مهم و متعددی دارد، از جمله:
- تأمین اکسیژن برای بافت‌ها (به هموگلوبین متصل می‌شود و توسط گلبول‌های قرمز خون حمل می‌شود.)
- تأمین مواد مغذی مانند: گلوکز، آمینو اسیدها و اسیدهای چرب (که یا در خون حل شده‌اند یا به پروتئین‌های پلاسما (مانند: چربی‌های خون) متصل هستند)
- حذف ضایعات مانند: کربن دی‌اکسید، اوره و اسید لاکتیک
- عملکردهای ایمنی شامل گردش گلبول‌های سفید و شناسایی مواد خارجی توسط پادتن‌ها
- انعقاد خون، واکنش به شکستگی رگ خونی است که در آن خون از حالت مایع به حالت ژل نیمه‌جامد تبدیل می‌شود تا خونریزی متوقف شود
- عملکردهای پیام‌رسان، شامل انتقال هورمون‌ها و سیگنال‌دهی به آسیب‌های بافتی
- تنظیم دمای مرکزی بدن
- عملکردهای هیدرولیک

## ترکیبات

### در پستانداران
خون حدود ۷٪ از وزن بدن انسان را تشکیل می‌دهد، با چگالی متوسطی حدود ۱۰۶۰ کیلوگرم بر مترمکعب که بسیار نزدیک به چگالی آب خالص، ۱۰۰۰ کیلوگرم بر مترمکعب است. حجم خونی که یک فرد بزرگسال متوسط دارد تقریباً ۵ لیتر (معادل ۱۱ پینت آمریکایی) یا ۱٫۳ گالن است. این حجم شامل پلاسما و عناصر تشکیل‌دهنده است. عناصر تشکیل‌دهنده شامل دو نوع سلول خونی به نام‌های گلبول‌های قرمز (اریتروسیت‌ها) و گلبول‌های سفید (لکوسیت‌ها) هستند و همچنین تکه‌های سلولی به نام پلاکت‌ها که در فرایند لختگی خون نقش دارند. به‌طور متوسط، گلبول‌های قرمز حدود ۴۵٪ از کل خون، پلاسما حدود ۵۴٫۳٪ و گلبول‌های سفید حدود ۰٫۷٪ از حجم خون را تشکیل می‌دهند.
خون کل (پلاسما و سلول‌ها) دینامیک سیال غیرنیوتنی را نشان می‌دهد.

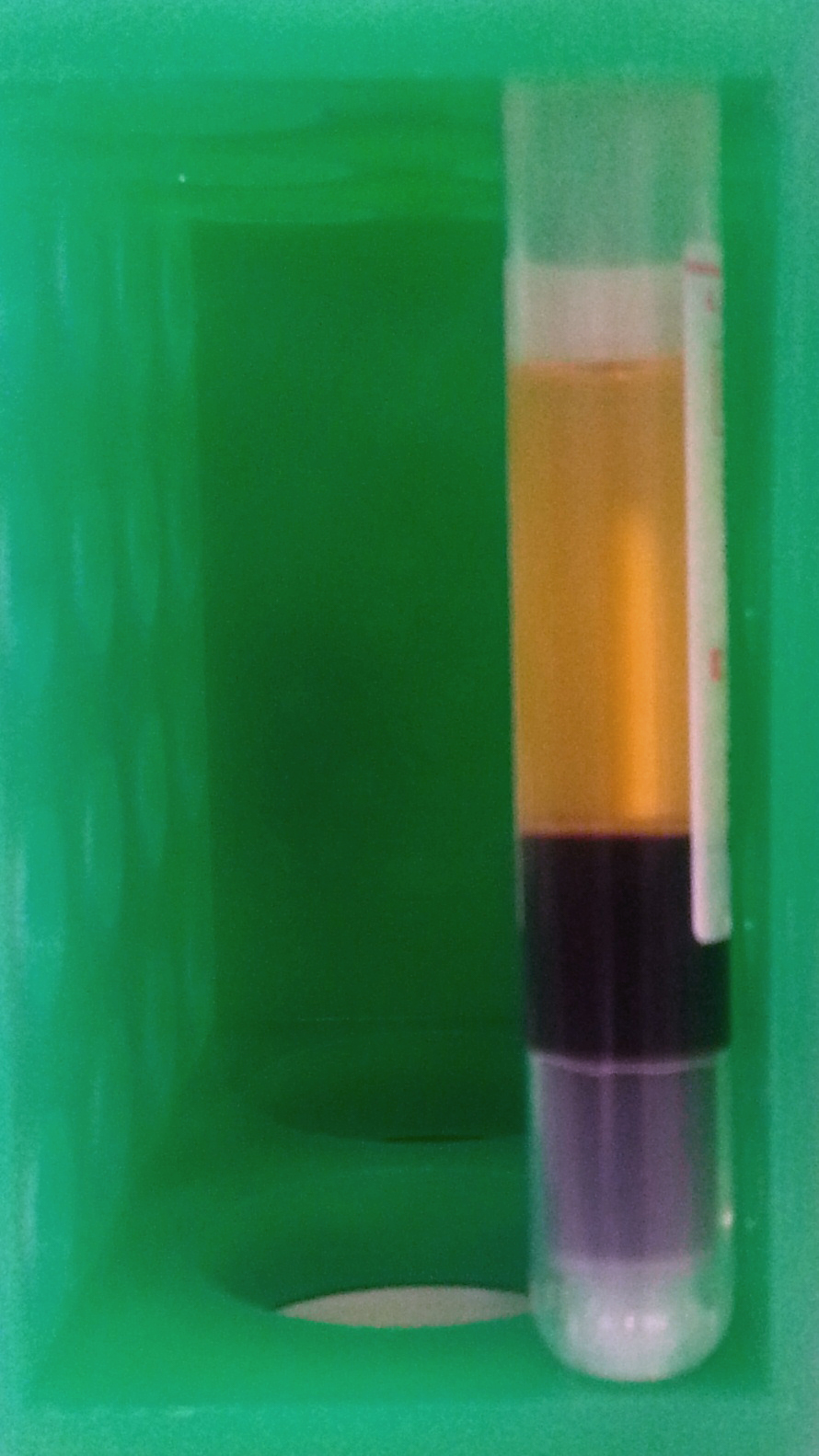
خون انسان تقسیم‌شده با سانتریفیوژ پلاسما (بالا، لایه زرد)، پوشش بافی (وسط، لایه سفید نازک) و لایه اریتروسیت (پایین، لایه قرمز) را می‌توان دید.
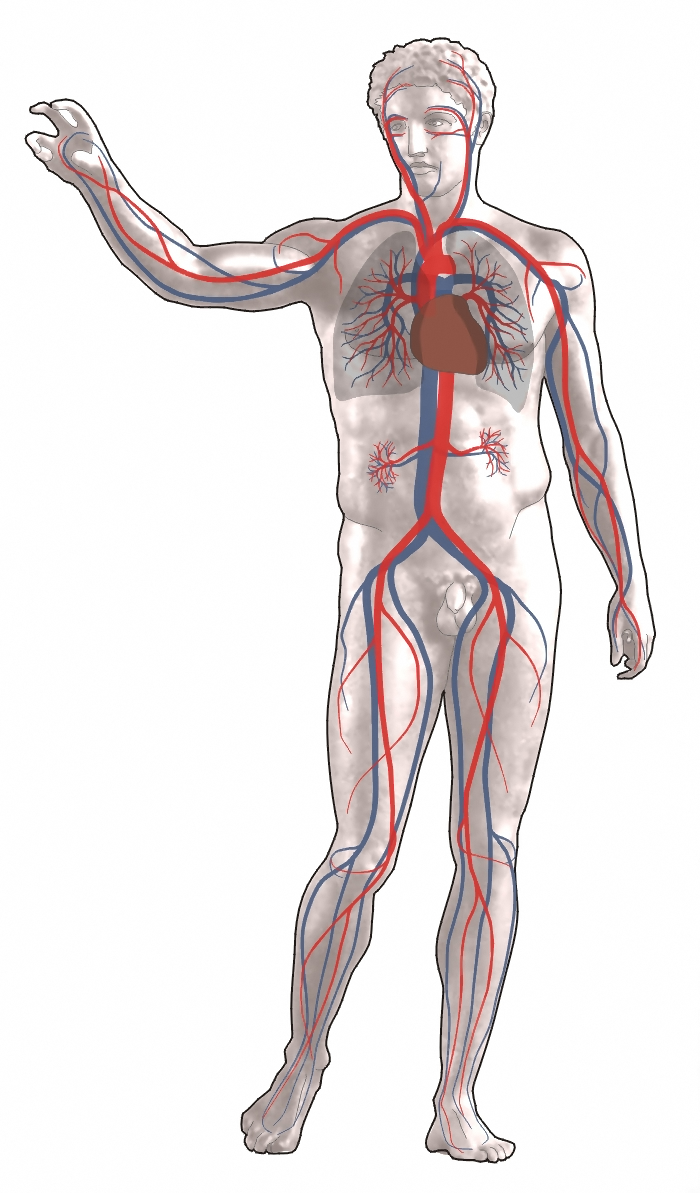
گردش خونش: قرمز = اکسیژن‌دار، آبی = بدون اکسیژن
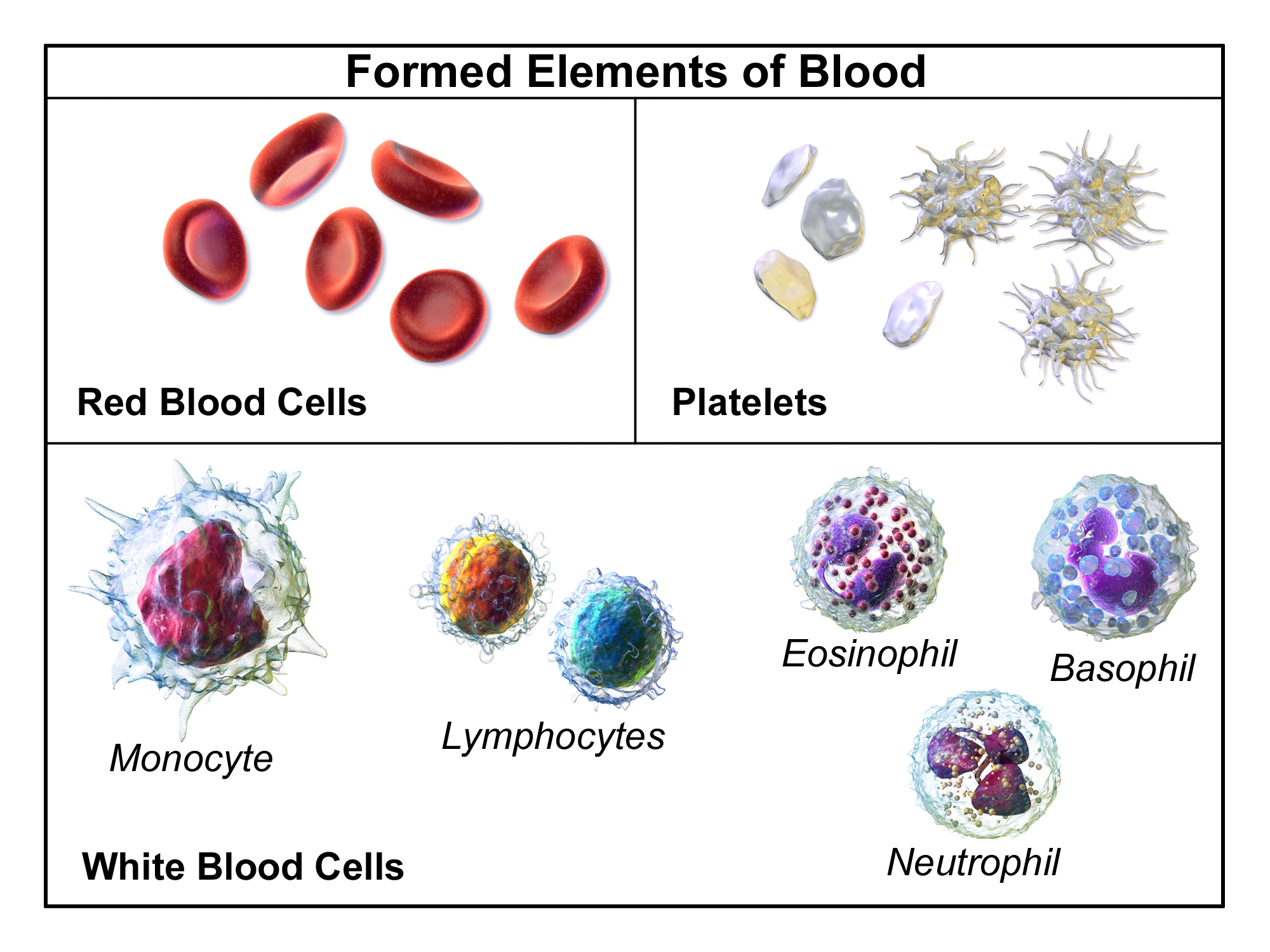
تصویری که عناصر تشکیل شده از خون را به تصویر می‌کشد
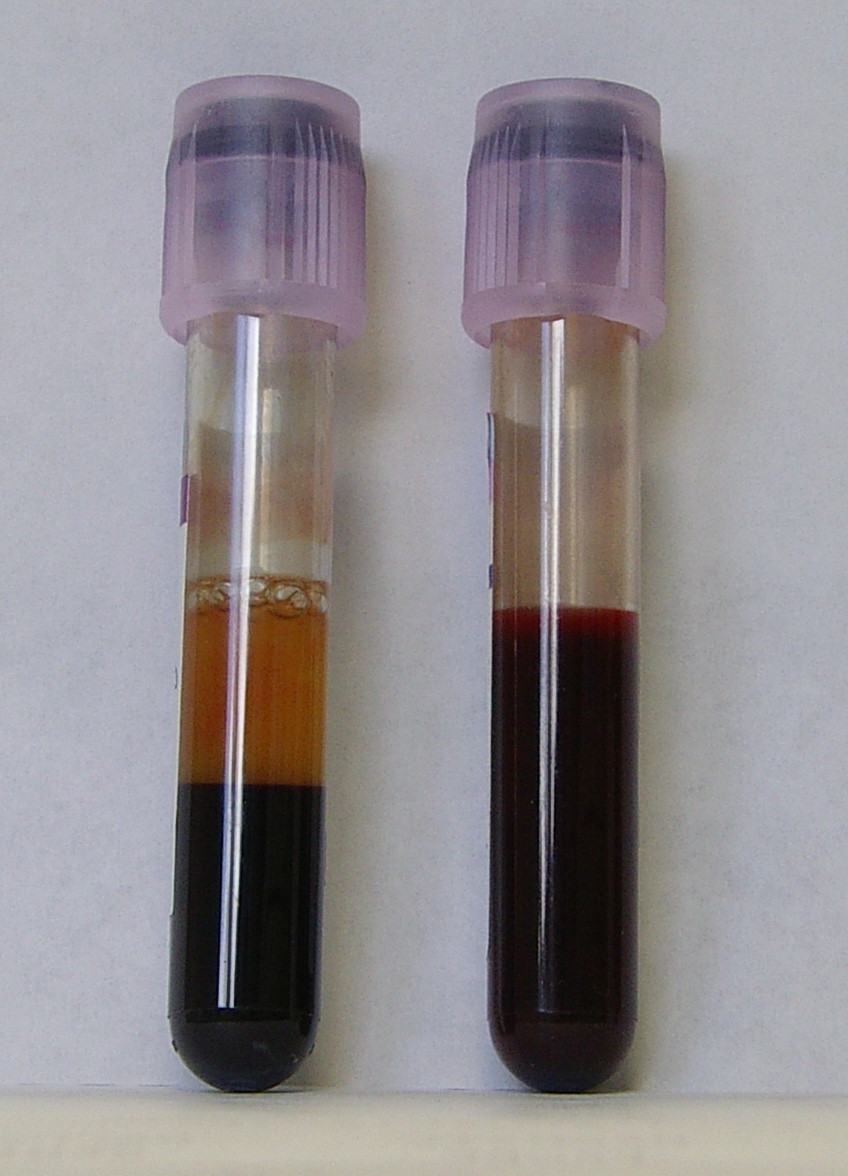
دو لوله ای‌دی‌تی‌ای-ضدانعقاد خون.  لوله چپ: پس از ایستادن، گلبول‌های قرمز در پایین لوله قرار گرفته‌اند. لوله راست: خون تازه گرفته شده

### سلول‌ها

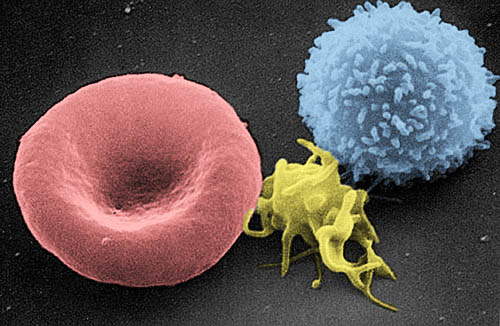
یک تصویر میکروسکوپ الکترونی روبشی (اس‌ای‌ام) از یک گلبول قرمز معمولی (چپ)، یک پلاکت (وسط) و یک گلبول سفید (راست)

شمار سلول‌های خونی در یک میکرولیتر خون:
- ۴٫۷ تا ۶٫۱ میلیون (مرد)، ۴٫۲ تا ۵٫۴ میلیون اریتروسیت:[۱۴] گلبول‌های قرمز حامل هموگلوبین خون هستند و وظیفه انتقال اکسیژن به بافت‌های بدن را بر عهده دارند. این سلول‌ها در پستانداران ناتوان در داشتن هسته و اندامک‌ها هستند. همچنین، گلبول‌های قرمز (به‌همراه سلول‌های لایه درون‌رگی و سایر سلول‌ها) با گلیکوپروتئین‌هایی مشخص شده‌اند که انواع مختلف خون را تعریف می‌کنند. نسبت حجم خون که توسط گلبول‌های قرمز اشغال شده است، به‌عنوان هماتوکریت شناخته می‌شود و معمولاً حدود ۴۵٪ است. مساحت کل سطح گلبول‌های قرمز بدن انسان تقریباً ۲٬۰۰۰ بار بیشتر از سطح خارجی بدن است.[۱۵]
- ۴٬۰۰۰–۱۱٬۰۰۰ لوکوسیت:[۱۶] گلبول‌های سفید جزئی از دستگاه ایمنی بدن هستند. وظیفه آنها شامل نابود کردن و حذف سلول‌های قدیمی یا نادرست و همچنین مواد زائد سلولی است. آنها همچنین به‌عنوان خط اول دفاعی علیه عوامل عفونی (پاتوژن‌ها) و مواد خارجی عمل می‌کنند. سرطان لوکوسیت‌ها به‌عنوان لوسمی شناخته می‌شود.
- ۲۰۰٬۰۰۰–۵۰۰٬۰۰۰ ترومبوسیت:[۱۷] پلاکت‌ها در فرایند لخته شدن خون (کوگولاسیون) نقش دارند. فیبرین از زنجیره‌های کوگولاسیون، یک شبکه بر روی لخته پلاکت ایجاد می‌کند که به تثبیت لخته خون و جلوگیری از خون‌ریزی کمک می‌کند.

| پارامتر        | مقدار                                                | منبع   |
| -------------- | ---------------------------------------------------- | ------ |
| هماتوکریت      | ۴۵ ± ۷ (۳۸–۵۲٪) برای مردان ۴۲ ± ۵ (۳۷–۴۷٪) برای زنان |        |
| پی‌اچ           | ۷٫۳۵–۷٫۴۵                                            | [ ۱۸ ] |
| بیش از حد پایه | ۳- تا ۳+                                             |        |
| PO2            | ۱۰–۱۳ کیلوپاسکال (۸۰–۱۰۰ میلی‌متر جیوه)               |        |
| PCO2           | ۴٫۸–۵٫۸ کیلوپاسکال (۳۵‐۴۵ میلی‌متر جیوه)              |        |
| کربنیک اسید    | ۲۱–۲۷ میلی‌متر                                        |        |
| اشباع اکسیژن   | اکسیژن‌دار: ۹۸–۹۹٪ بدون اکسیژن: ۷۵٪                   |        |

### اسیدیته
پی‌اچ خون باید در دامنهٔ باریکی بین ۷٫۳۵ تا ۷٫۴۵ نگه‌داشته شود، که این حالت کمی باز (جبران) است. مایعات خارج‌سلولی در خون که پی‌اچ آنها کمتر از ۷٫۳۵ باشد، بیش از حد اسیدی است، در حالی که پی‌اچ خون که بالاتر از ۷٫۴۵ باشد، بیش از حد باز به‌حساب می‌آید. پی‌اچ کمتر از ۶٫۹ یا بیشتر از ۷٫۸ معمولاً کشنده است. پی‌اچ خون، فشار جزئی اکسیژن (pO2)، فشار جزئی کربن دی‌اکسید (pCO2) و بی‌کربنات (HCO3−) به‌طور دقیق توسط تعدادی از مکانیزم‌های هم‌ایستایی تنظیم می‌شوند که تأثیر خود را عمدتاً از طریق دستگاه تنفسی و دستگاه ادراری برای کنترل تعادل اسید-باز و تنفس اعمال می‌کنند که به آن جبران می‌گویند. یک آزمایش گاز خون شریانی این مقادیر را اندازه‌گیری می‌کند. همچنین، پلاسما هورمون‌ها را منتقل می‌کند که پیام‌های آن‌ها به بافت‌های مختلف می‌رسد. فهرست دامنه‌های مرجع طبیعی برای الکترولیت‌های مختلف خون بسیار وسیع است.

### در غیر پستانداران

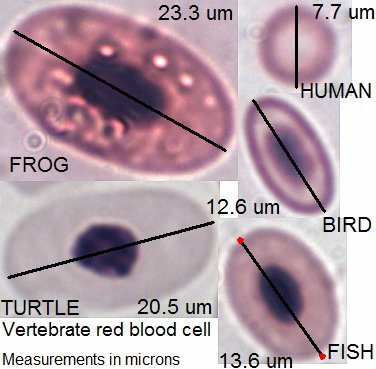
انواع گلبول‌های قرمز مهره‌داران، اندازه‌گیری در میکرومتر

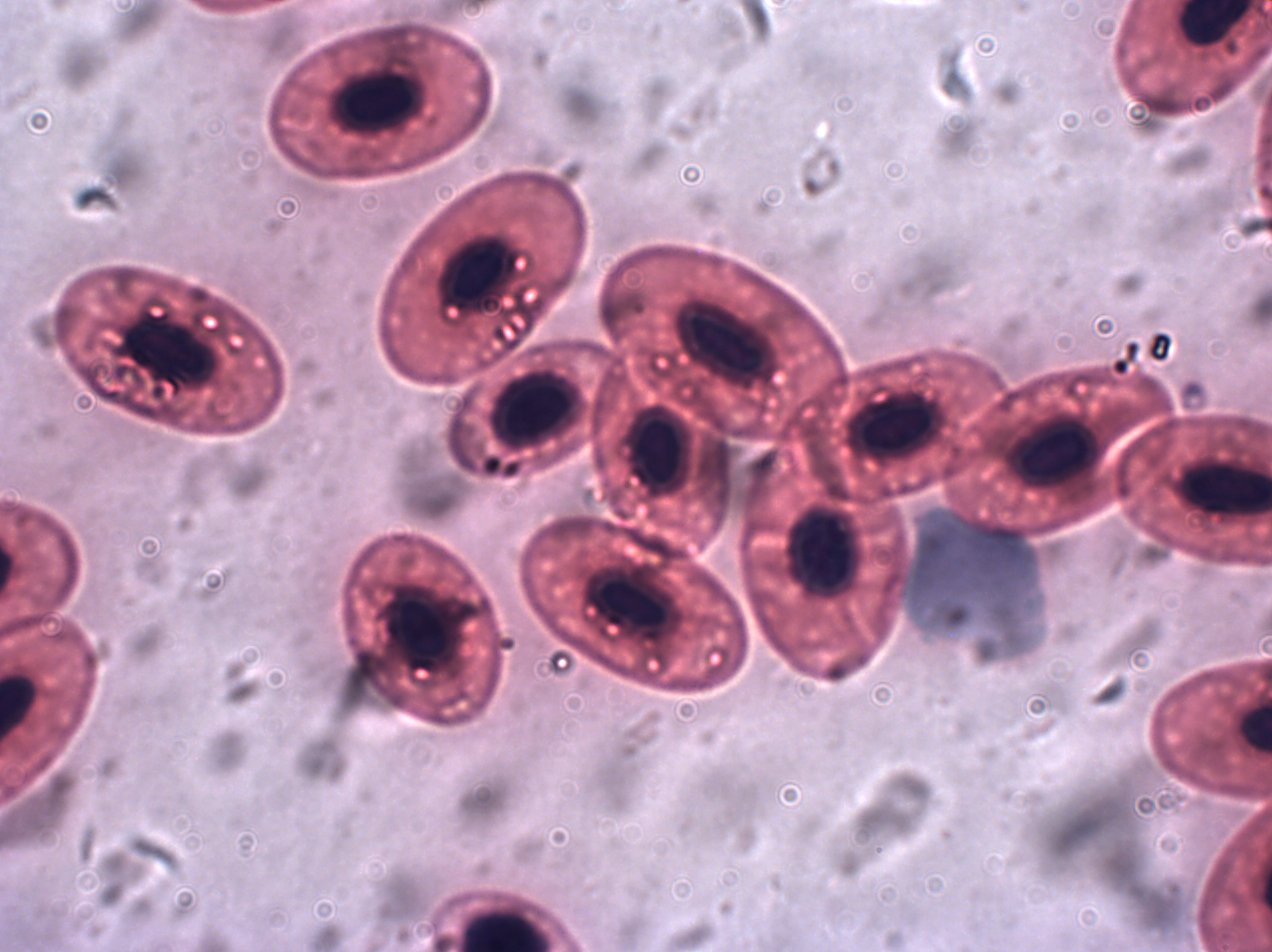
گلبول‌های قرمز قورباغه ۱۰۰۰ برابر بزرگ شده

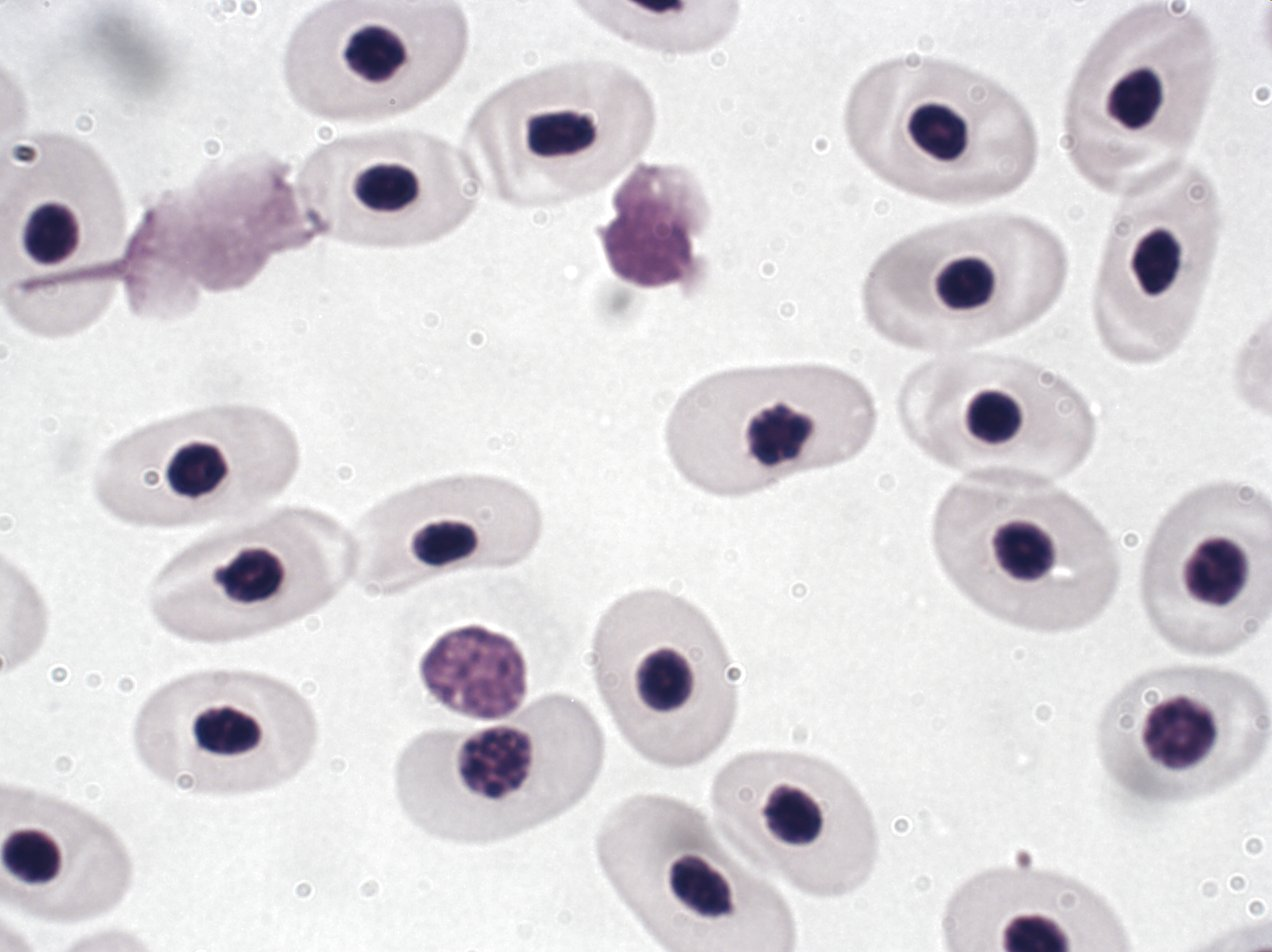
گلبول‌های قرمز قورباغه ۱۰۰۰ برابر بزرگ شده

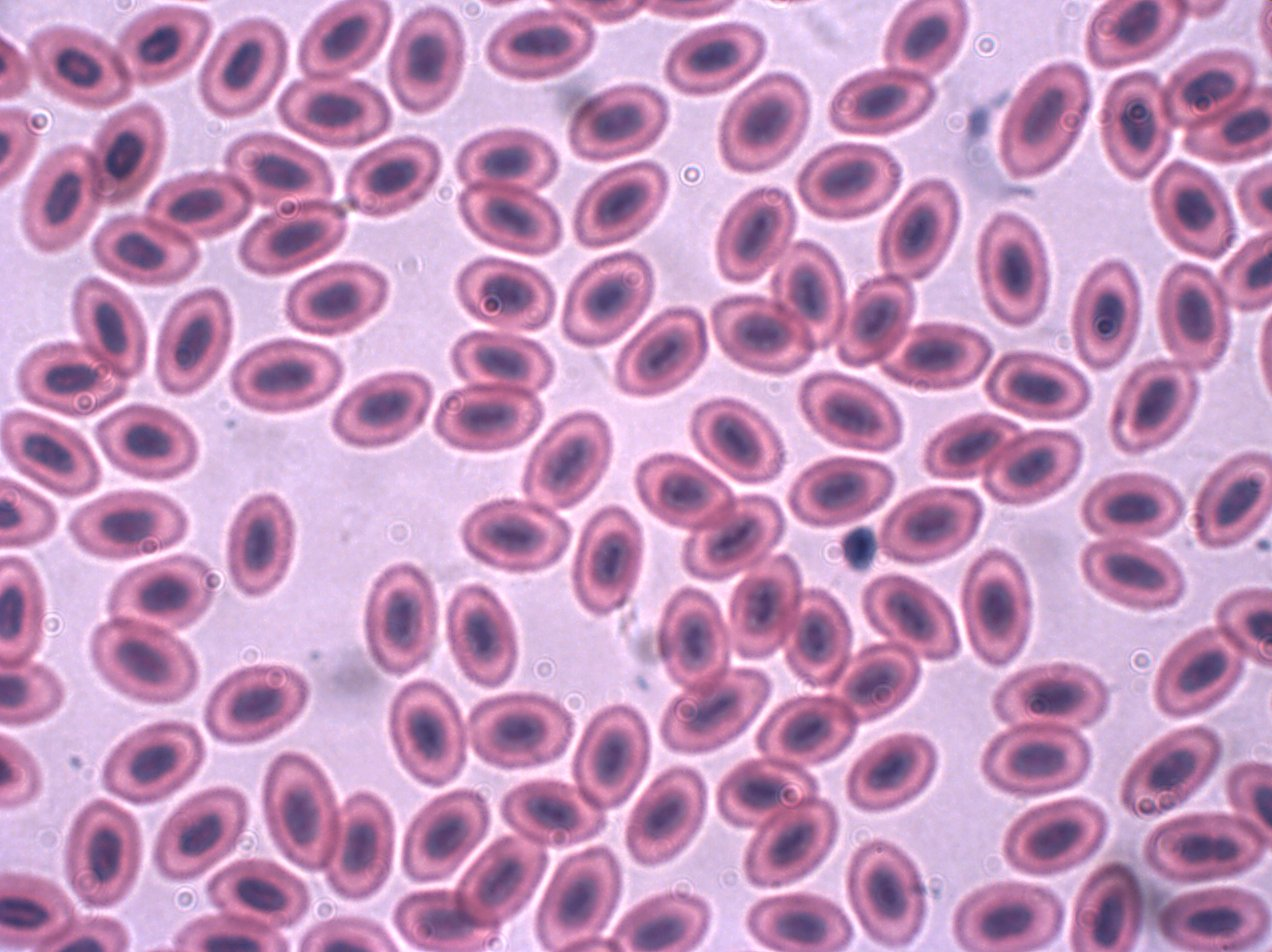
گلبول‌های قرمز خروس ۱۰۰۰ برابر بزرگ شده

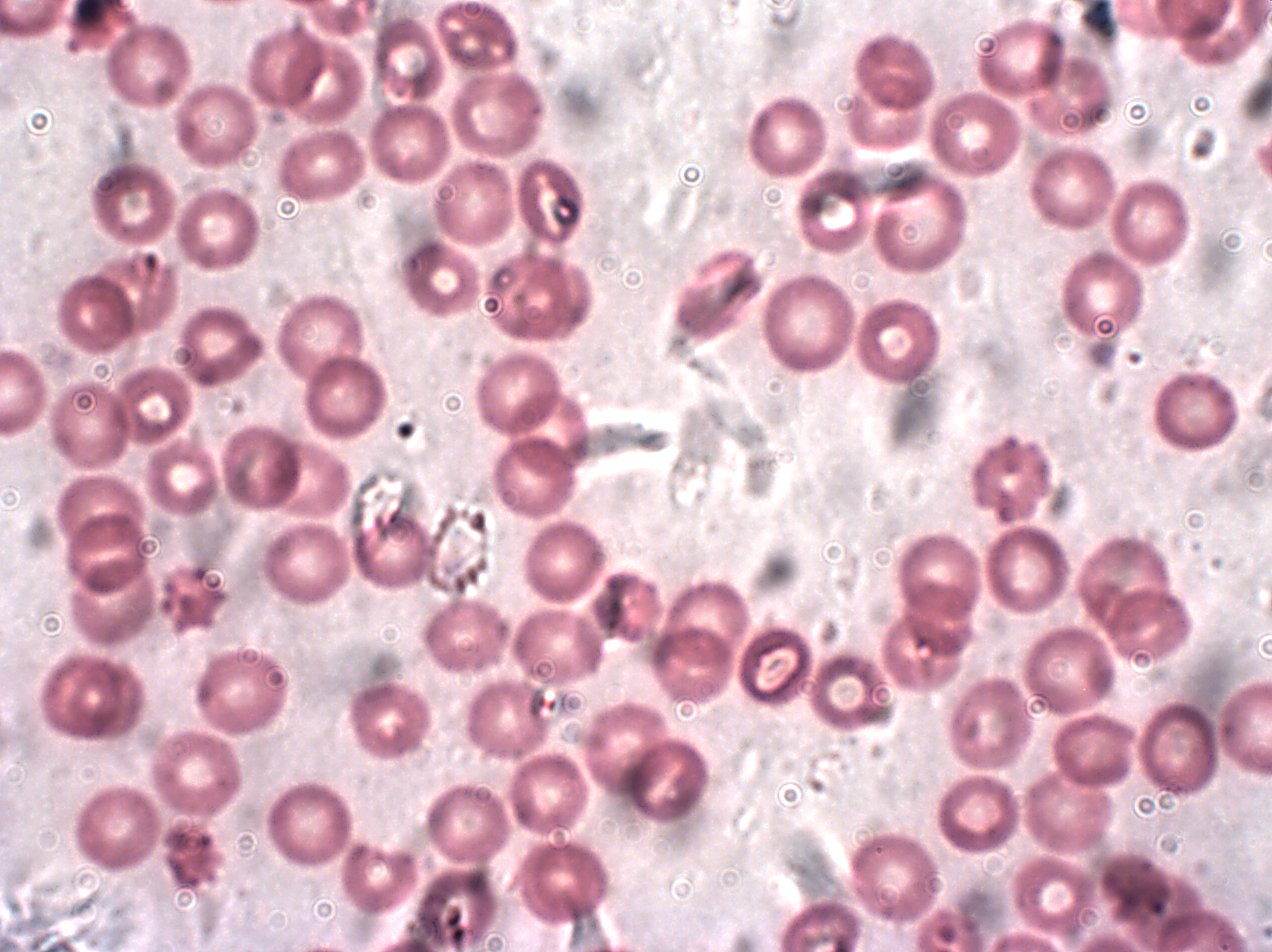
گلبول‌های قرمز انسان ۱۰۰۰ برابر بزرگ شده

خون انسان مشابه خون پستانداران است، هرچند که جزئیات دقیق مربوط به تعداد سلول‌ها، اندازه، ساختار پروتئین و غیره، در گونه‌های مختلف متفاوت است. با این حال، در مهره‌داران غیرمهره‌دار تفاوت‌های کلیدی وجود دارد:
- گلبول‌های قرمز در مهره‌داران غیرپستاندار به صورت تخت و بیضی شکل هستند و هسته‌های سلولی خود را حفظ می‌کنند.
- در انواع و نسبت‌های گلبول‌های سفید، تفاوت‌های قابل توجهی وجود دارد؛ به عنوان مثال، اسیدوفیل‌ها به‌طور کلی بیشتر از انسان‌ها معمول هستند.
- پلاکت‌ها مختص پستانداران هستند؛ در سایر مهره‌داران، سلول‌های کوچک هسته‌دار و میله‌ای شکلی به نام ترومبوسیت‌ها مسئول لخته شدن خون هستند.

## فیزیولوژی

### دستگاه گردش خون

گردش خون در قلب انسان

خون در سراسر بدن از طریق رگ‌های خونی به وسیله عمل پمپاژ قلب جریان می‌یابد. در انسان‌ها، خون از بطن چپ قوی قلب از طریق سرخرگ‌ها به بافت‌های محیطی پمپاژ می‌شود و از طریق سیاهرگ‌ها به دهلیز راست قلب برمی‌گردد. سپس خون به بطن راست وارد می‌شود و از طریق سرخرگ ریوی به شش‌ها پمپاژ می‌شود و به دهلیز چپ از طریق سیاهرگ‌های ریوی برمی‌گردد. بعد از آن، خون دوباره به بطن چپ می‌رود تا دوباره به گردش درآید. خون سرخرگی اکسیژن را از هوای تنفسی به تمام سلول‌های بدن منتقل می‌کند و خون سیاهرگی کربن دی‌اکسید، که محصول زائد متابولیسم سلول‌ها است، را به ریه‌ها منتقل می‌کند تا آن را به بیرون دم کند. با این حال، یک استثنا شامل سرخرگ‌های ریوی است که دارای بیشترین مقدار خون غیر اکسیژن‌دار در بدن هستند، در حالی که رگ‌های ریوی خون اکسیژن‌دار را حمل می‌کنند.
جریان خون اضافی ممکن است توسط حرکت ماهیچه‌های اسکلتی تولید شود، که می‌تواند سیاهرگ‌ها را فشرده کرده و خون را از طریق دریچه‌ها در سیاهرگ‌ها به سمت دهلیز راست برساند.
توصیف جریان خون به‌طور مشهور توسط ویلیام هاروی در سال ۱۶۲۸ انجام شد.

### تولید و تخریب سلولی
در مهره‌داران، سلول‌های مختلف خون در مغز استخوان تولید می‌شوند که به این فرایند هماتوپوئز گفته می‌شود. این شامل اریتروپوئز، که تولیدکننده گلبول‌های قرمز خون است، و میلوپوئز، که تولید گلبول‌های سفید و پلاکت‌ها را شامل می‌شود. در دوران کودکی، تقریباً هر استخوان انسانی گلبول‌های قرمز تولید می‌کند؛ اما در بزرگسالی، تولید گلبول‌های قرمز محدود به استخوان‌های بزرگتر مانند بدن مهره‌ها، جناغ سینه، قفسه سینه، استخوان‌های لگن و استخوان‌های بالای بازوها و پاها می‌شود. علاوه بر این، در دوران کودکی، غده تیموس که در ناحیه مدیاستن قرار دارد، منبع مهمی از لنفوسیت‌های تی است. بخش پروتئینی خون (شامل پروتئین‌های لخته‌شوندگی) عمدتاً توسط کبد تولید می‌شود، در حالی که هورمون‌ها توسط غدد درون‌ریز تولید می‌شوند و بخش آبی خون توسط هیپوتالاموس تنظیم و توسط کلیه‌ها حفظ می‌شود.
اریتروسیت‌های سالم حدود ۱۲۰ روز عمر پلاسما دارند و سپس توسط طحال و سلول‌های کوپفر در کبد تخریب می‌شوند. کبد همچنین برخی از پروتئین‌ها، چربی‌ها و آمینواسیدها را از خون پاکسازی می‌کند. کلیه به‌طور فعال مواد زائد را به ادرار ترشح می‌کند.

### انتقال اکسیژن

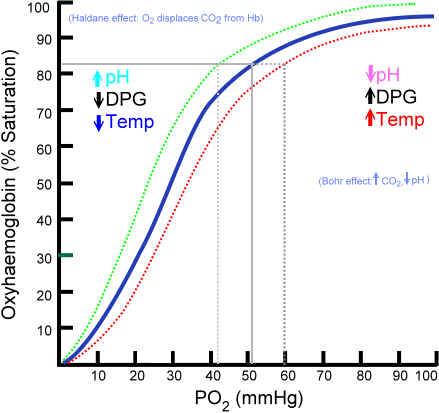
منحنی اشباع هموگلوبین پایه. این منحنی در اسیدیته بالاتر (بیشتر شدن کربن دی‌اکسید حل‌شده) به سمت راست جابه‌جا می‌شود و در اسیدیته پایین‌تر (کمتر شدن کربن دی‌اکسید حل‌شده) به سمت چپ جابه‌جا می‌شود.

حدود ۹۸٫۵٪ از اکسیژن در یک نمونه از خون سرخرگی در یک انسان سالم که هوای فشار سطح دریا را تنفس می‌کند، به‌طور شیمیایی با هموگلوبین ترکیب شده است. حدود ۱٫۵٪ به‌طور فیزیکی در دیگر مایعات خون حل شده و به هموگلوبین متصل نیست. مولکول هموگلوبین، حمل‌کننده اصلی اکسیژن در پستانداران و بسیاری از گونه‌های دیگر است. هموگلوبین دارای ظرفیت اتصال اکسیژن بین ۱٫۳۶ تا ۱٫۴۰ میلی‌لیتر گاز اکسیژن به ازای هر گرم هموگلوبین است که ظرفیت کل اکسیژن خون را هفتاد برابر افزایش می‌دهد، در مقایسه با حالتی که اکسیژن تنها از طریق حلالیت آن که ۰٫۰۳ میلی‌لیتر گاز اکسیژن به ازای هر لیتر خون در هر میلی‌متر جیوه فشار جزئی اکسیژن (حدود ۱۰۰ میلی‌متر جیوه در سرخرگ‌ها) حمل می‌شود.
با استثنای سرخرگ‌های ریوی و ناف، سرخرگ‌ها خون اکسیژن‌دار را از قلب به بدن منتقل کرده و آن را از طریق آرتریول‌ها و مویرگ‌ها به بافت‌ها می‌رسانند، جایی که اکسیژن مصرف می‌شود؛ پس از آن، سیاهرگ‌ها و ونول‌ها خون بدون اکسیژن را دوباره به قلب بازمی‌گردانند.
در شرایط عادی، در انسان‌های بزرگسال در حالت استراحت، هموگلوبین در خونی که از ریه‌ها خارج می‌شود، حدود ۹۸–۹۹٪ اشباع از اکسیژن است و تحویل اکسیژن به بدن بین ۹۵۰ و ۱۱۵۰ میلی‌لیتر در دقیقه به دست می‌آید. در یک بزرگسال سالم در حالت استراحت، مصرف اکسیژن تقریباً ۲۰۰–۲۵۰ میلی‌لیتر در دقیقه است و خون بدون اکسیژن که به ریه‌ها برمی‌گردد، هنوز حدود ۷۵٪ (بین ۷۰ تا ۷۸٪) اشباع شده است. مصرف بالای اکسیژن در حین فعالیت شدید باعث کاهش اشباع اکسیژن خون سیاهرگی می‌شود، که می‌تواند در یک ورزشکار آموزش‌دیده به کمتر از ۱۵٪ برسد؛ هرچند که نرخ تنفس و جریان خون برای جبران افزایش می‌یابد، اما اشباع اکسیژن در خون سرخرگی می‌تواند در این شرایط به ۹۵٪ یا کمتر کاهش یابد. اشباع اکسیژن این‌چنینی در فردی در حالت استراحت (به عنوان مثال، در حین عمل جراحی تحت بیهوشی) خطرناک در نظر گرفته می‌شود. هیپوکسی پایدار (اشباع اکسیژن کمتر از ۹۰٪) برای سلامت خطرناک است و هیپوکسی شدید (اشباع کمتر از ۳۰٪) ممکن است به سرعت کشنده باشد.
جنین که اکسیژن را از طریق جفت دریافت می‌کند، در معرض فشارهای اکسیژن بسیار کمتری است (حدود ۲۱٪ سطحی که در شش‌های یک بزرگسال پیدا می‌شود)، بنابراین جنین‌ها نوع دیگری از هموگلوبین با تمایل بسیار بالاتر به اکسیژن (هموگلوبین اف) تولید می‌کنند تا در این شرایط عمل کنند.

### انتقال کربن دی‌اکسید
کربن دی‌اکسید در خون به سه روش مختلف حمل می‌شود. (درصدهای دقیق بسته به اینکه خون سرخرگی یا سیاهرگی باشد، متفاوت است). بیشتر کربن دی‌اکسید (حدود ۷۰٪) توسط آنزیم کربنیک آنهیدراز در گلبول‌های قرمز به یون‌های بی‌کربنات تبدیل می‌شود و واکنش به این صورت است:
CO
2 + H
2O  →  H
2CO
3  →  H+
 + HCO–
3؛ حدود ۷٪ آن در پلاسما حل می‌شود و حدود ۲۳٪ به هموگلوبین به صورت ترکیبات کربامینو متصل می‌شود.
هموگلوبین، مولکول اصلی حمل‌کننده اکسیژن در گلبول‌های قرمز، هم اکسیژن و هم کربن دی‌اکسید را حمل می‌کند. با این حال، کربن دی‌اکسید متصل به هموگلوبین به همان مکان متصل نمی‌شود که اکسیژن متصل می‌شود. بلکه، کربن دی‌اکسید با گروه‌های ترمینال-ان در چهار زنجیره گلوبین ترکیب می‌شود. اما به دلیل اثرات آلوستریک بر روی مولکول هموگلوبین، اتصال کربن دی‌اکسید میزان اکسیژن متصل شده را برای یک فشار جزئی مشخص از اکسیژن کاهش می‌دهد. کاهش اتصال به کربن دی‌اکسید در خون به دلیل افزایش سطوح اکسیژن به عنوان اثر هالدین شناخته می‌شود و در حمل کربن دی‌اکسید از بافت‌ها به شش‌ها اهمیت دارد. افزایش فشار جزئی کربن دی‌اکسید یا کاهش پی‌اچ باعث رهاسازی اکسیژن از هموگلوبین می‌شود که به این وضعیت اثر بور نیز گفته می‌شود.

### انتقال یون‌های هیدروژن
برخی از اکسی‌هموگلوبین‌ها اکسیژن خود را از دست می‌دهند و به دکسی‌هموگلوبین تبدیل می‌شوند. دکسی‌هموگلوبین بیشتر یون‌های هیدروژن را به خود جذب می‌کند زیرا نسبت به اکسی‌هموگلوبین، تمایل بسیار بیشتری به یون‌های هیدروژن دارد.

### دستگاه لنفاوی
در پستانداران، خون در تعادل با لنف است که به‌طور مداوم از طریق اولترافیلتراسیون کمانی در بافت‌ها از خون تشکیل می‌شود. لنف توسط یک سیستم از عروق لنفاوی کوچک جمع‌آوری شده و به سمت مجرای سینه‌ای هدایت می‌شود، که به سیاهرگ زیرترقوه‌ای چپ تخلیه می‌شود، جایی که لنف دوباره به گردش خون سیستمیک ملحق می‌شود.

### تنظیم دمایی
گردش خون گرما را در سرتاسر بدن حمل می‌کند و تنظیمات این جریان بخش مهمی از تنظیم دمایی است. افزایش جریان خون به سطح بدن (مانند زمانی که هوا گرم است یا در حین ورزش شدید) باعث گرم‌تر شدن پوست می‌شود که منجر به افزایش سرعت از دست دادن گرما می‌گردد. در مقابل، زمانی که دمای خارجی پایین است، جریان خون به اندام‌های انتهایی و سطح پوست کاهش می‌یابد تا از دست دادن گرما جلوگیری شود و خون به‌صورت انتخابی به عضوهای مهم بدن گردش می‌کند.

### نرخ جریان
نرخ جریان خون بین عضوهای مختلف بسیار متفاوت است. کبد بیشترین تأمین خون را دارد با جریان تقریبی ۱۳۵۰ میلی‌لیتر در دقیقه. کلیه و مغز به ترتیب عضوهای دوم و سوم در تأمین خون هستند که به ترتیب ۱۱۰۰ میلی‌لیتر در دقیقه و حدود ۷۰۰ میلی‌لیتر در دقیقه خون دریافت می‌کنند.
نرخ‌های نسبی جریان خون به ازای هر ۱۰۰ گرم بافت نیز متفاوت است. بافت‌های کلیه، غده فوق کلیوی و تیروئید به ترتیب در رتبه‌های اول، دوم و سوم از نظر تأمین خون قرار دارند. این تفاوت‌ها به نیازهای متابولیک و عملکردی خاص هر عضو بستگی دارد.

### عملکردهای هیدرولیک
محدودیت جریان خون همچنین می‌تواند در بافت‌های خاص به کار رود تا باعث پر شدن خون شود و منجر به نعوظ آن بافت شود؛ نمونه‌هایی از این موارد شامل بافت نعوظی در آلت نری و کلیتوریس است.
یک مثال دیگر از عملکرد هیدرولیکی، عنکبوت‌های جهنده است که در آن خون تحت فشار به پاها ورود می‌کند و باعث می‌شود آن‌ها صاف شوند تا برای یک پرش قوی آماده شوند، بدون نیاز به پاهای عضلانی بزرگ. این نوع مکانیک به عنکبوت این امکان را می‌دهد که به‌طور مؤثر و سریع حرکت کند.

## رنگ

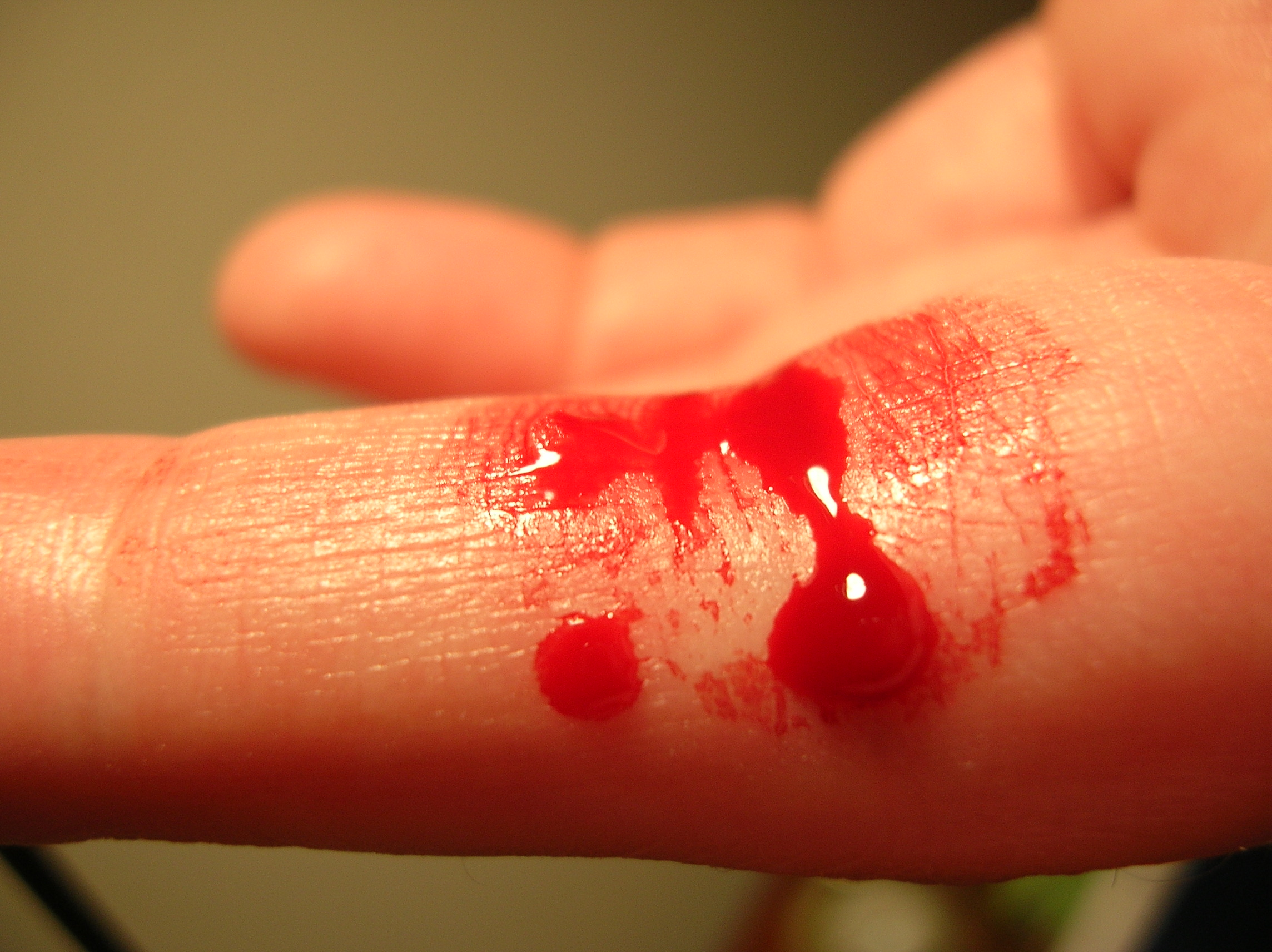
خون مویرگی ناشی از خونریزی انگشت

هموگلوبین عامل اصلی تعیین رنگ خون (هموکروم) است. هر مولکول هموگلوبین دارای چهار گروه هِم است و تعامل آن‌ها با مولکول‌های مختلف رنگ دقیق را تغییر می‌دهد. خون سرخرگی و خون مویرگی رنگ قرمز روشن دارد، زیرا اکسیژن رنگ قرمز قوی‌تری به گروه هِم می‌دهد. خون بدون اکسیژن، که در سیاهرگ‌ها وجود دارد، رنگ تیره‌تری از قرمز دارد و در هنگام اهدای خون و گرفتن نمونه‌های خونی سیاهرگی قابل مشاهده است. این امر به دلیل طیف نوری است که هموگلوبین بین حالت‌های اکسیژن‌دار و بدون اکسیژن جذب می‌کند.
در مسمومیت با کربن مونوکسید، خون به رنگ قرمز روشن در می‌آید زیرا کربن مونوکسید باعث تشکیل کربوکسی هموگلوبین می‌شود. در مسمومیت با سیانور، بدن نمی‌تواند از اکسیژن استفاده کند، بنابراین خون سیاهرگی همچنان اکسیژنه می‌ماند و این امر رنگ قرمز را افزایش می‌دهد. برخی شرایطی که بر گروه‌های هِم موجود در هموگلوبین تأثیر می‌گذارند می‌توانند موجب ظهور رنگ آبی در پوست شوند – که به آن کبودی گفته می‌شود. اگر هِم اکسیده شود، مثیموگلوبین تشکیل می‌شود که رنگ قهوه‌ای‌تری دارد و نمی‌تواند اکسیژن را حمل کند. در حالت نادر سولف هموگلوبین، هموگلوبین سرخرگی به‌طور جزئی اکسیژن‌دار می‌شود و ظاهری تیره قرمز با رنگ آبی دارد.
رگ‌های خونی نزدیک به سطح پوست به دلایل مختلفی آبی به نظر می‌رسند. با این حال، عواملی که به این تغییر در درک رنگ کمک می‌کنند به خواص پردازش نور پوست و پردازش ورودی بصری توسط قشر بینایی مربوط می‌شوند، نه به رنگ واقعی خون وریدی.
سقنقورها در جنس پراسینوهاما دارای خون سبز هستند که به دلیل تجمع محصول زائد بیلیوردین ایجاد می‌شود.

## اختلالات

### پزشکی عمومی
- اختلالات حجم
  - آسیب می‌تواند منجر به از دست دادن خون از طریق خون‌ریزی شود.[۴۳] یک بزرگسال سالم می‌تواند تقریباً ۲۰٪ از حجم خون (۱ لیتر) را قبل از شروع اولین علامت، یعنی بی‌قراری، از دست بدهد و ۴۰٪ از حجم (۲ لیتر) قبل از بروز شوک. ترومبوسیت‌ها برای لخته‌سازی خون و تشکیل لخته‌های خونی که می‌تواند خون‌ریزی را متوقف کند، اهمیت دارند. آسیب به اعضای داخلی یا استخوان‌ها می‌تواند منجر به خون‌ریزی داخلی شود که گاهی اوقات می‌تواند شدید باشد.
  - دهیدراتاسیون می‌تواند حجم خون را با کاهش محتوای آب خون کاهش دهد. این موضوع به ندرت می‌تواند منجر به شوک شود (به جز در موارد بسیار شدید) اما ممکن است منجر به افت فشار خون ارتواستاتیک و سنکوپ شود.
- اختلالات گردش خون
  - شوک به عدم پرفیوژن مؤثر بافت‌ها اشاره دارد و می‌تواند ناشی از شرایط متنوعی شامل از دست دادن خون، عفونت و خروجی ضعیف قلب باشد.
  - تصلب شرایین جریان خون را از طریق سرخرگ‌ها کاهش می‌دهد، زیرا آتروم سرخرگ‌ها را پوشش داده و آنها را باریک می‌کند. پیشرفت آتروم با افزایش سن بیشتر می‌شود و می‌تواند تحت تأثیر چندین عامل مانند سیگار کشیدن، فشار خون بالا، چربی‌های اضافی در گردش (هیپرلیپیدمی) و دیابت رو به وخامت بگذارد.
  - لخته‌سازی می‌تواند منجر به تشکیل ترومبوز شود که ممکن است رگ‌ها را مسدود کند.
  - مشکلات با ترکیب خون، عمل پمپاژ قلب یا باریک شدن رگ‌ها می‌تواند پیامدهای فراوانی داشته باشد که شامل هیپوکسی (کمبود اکسیژن) بافت‌های تأمین شده است. اصطلاح ایسکمی به بافت‌هایی اطلاق می‌شود که با خون به‌طور ناکافی پرفیوژن می‌شوند و انفارکتوس به مرگ بافت (نکروز) اشاره دارد که می‌تواند هنگام مسدود شدن یا ناکافی بودن تأمین خون رخ دهد.

### هماتولوژیک
- کم‌خونی
  - کمبود توده سلول‌های قرمز (کم‌خونی) می‌تواند ناشی از خونریزی، اختلالات خونی مانند تالاسمی یا کمبودهای تغذیه‌ای باشد و ممکن است نیاز به یک یا چندین انتقال خون داشته باشد. کم‌خونی همچنین می‌تواند به علت یک اختلال ژنتیکی باشد که در آن سلول‌های قرمز خون به‌طور مؤثری عمل نمی‌کنند. برای تأیید کم‌خونی، می‌توان از آزمایش خون استفاده کرد؛ اگر مقدار هموگلوبین در مردان کمتر از ۱۳٫۵ گرم در دسی‌لیتر و در زنان کمتر از ۱۲٫۰ گرم در دسی‌لیتر باشد،[۴۴] این وضعیت تأیید می‌شود. چندین کشور دارای بانک‌های خون برای تأمین تقاضا برای خون قابل انتقال هستند. فردی که انتقال خون دریافت می‌کند، باید دارای گروه خونی سازگار با اهداکننده باشد.
  - کم‌خونی داسی‌شکل
- اختلالات تکثیر سلول
  - لوسمی یک گروه از سرطان‌ها است که تأثیر بر بافت‌ها و سلول‌های خون‌ساز دارد.
  - تولید بیش از حد غیرسرطانی سلول‌های قرمز (پلی‌سیتمی ورا) یا پلاکت‌ها (ترومبوسیتوز ضروری) ممکن است پیش‌سرطانی باشد.
  - سندرم‌های میلودیسپلاستیک شامل تولید ناکافی یک یا چند خط سلولی است.
- اختلالات لخته‌سازی
  - هموفیلی یک بیماری ژنتیکی است که باعث اختلال در یکی از مکانیزم‌های لخته‌سازی خون می‌شود. این وضعیت می‌تواند موجب شود که جراحات ناچیز به تهدیدی برای زندگی تبدیل شوند، اما بیشتر اوقات منجر به خونریزی مفصلی یا همارتروز می‌شود که می‌تواند ناتوان‌کننده باشد
  - پلاکت‌های غیر مؤثر یا ناکافی همچنین می‌توانند منجر به اختلال انعقاد خون (اختلالات خونریزی) شوند.
  - وضعیت هیپرکواگولابیلیته (ترومبوفیلی) ناشی از نقص در تنظیم عملکرد پلاکت یا عوامل انعقادی است و می‌تواند باعث ترومبوز شود.
- اختلالات عفونی خون
  - خون یک ناقل مهم عفونت است. ویروس اچ‌آی‌وی که عامل بیماری ایدز است، از طریق تماس با خون، مایع منی یا سایر ترشحات بدنی شخص آلوده منتقل می‌شود. هپاتیت بی و سی عمدتاً از طریق تماس با خون منتقل می‌شوند. به دلیل عفونت‌های منتقل‌شده از خون، اشیاء آلوده به خون به عنوان خطر زیستی تلقی می‌شوند.
  - عفونت باکتریایی خون به نام باکتریمی یا سپتیسمی است. عفونت ویروسی به عنوان ویروسمی شناخته می‌شود. مالاریا و تریپانوزومیاز نیز از عفونت‌های انگلی منتقل‌شده از خون هستند.

### مسمومیت با کربن منوکسید
موادی غیر از اکسیژن می‌توانند به هموگلوبین متصل شوند و در برخی موارد، این امر می‌تواند آسیب‌های غیرقابل برگشتی به بدن وارد کند. به عنوان مثال، کربن منوکسید به شدت خطرناک است هنگامی که از طریق شش‌ها و از طریق استنشاق به خون منتقل می‌شود، زیرا کربن منوکسید به‌طور غیرقابل برگشتی به هموگلوبین متصل شده و کربوکسی هموگلوبین تشکیل می‌دهد. این اتفاق باعث می‌شود که هموگلوبین کمتری برای اتصال به اکسیژن آزاد باشد و به همین دلیل، مولکول‌های کمتری از اکسیژن در سراسر خون منتقل شوند. این می‌تواند به تدریج منجر به خفگی شود. آتش‌سوزی در یک اتاق بسته با تهویه نامناسب خطر بسیار بزرگی دارد، زیرا می‌تواند باعث تجمع کربن منوکسید در هوا شود. همچنین برخی از منوکسید کربن‌ها هنگام سیگار کشیدن به هموگلوبین متصل می‌شوند.

## درمان‌ها

### انتقال خون

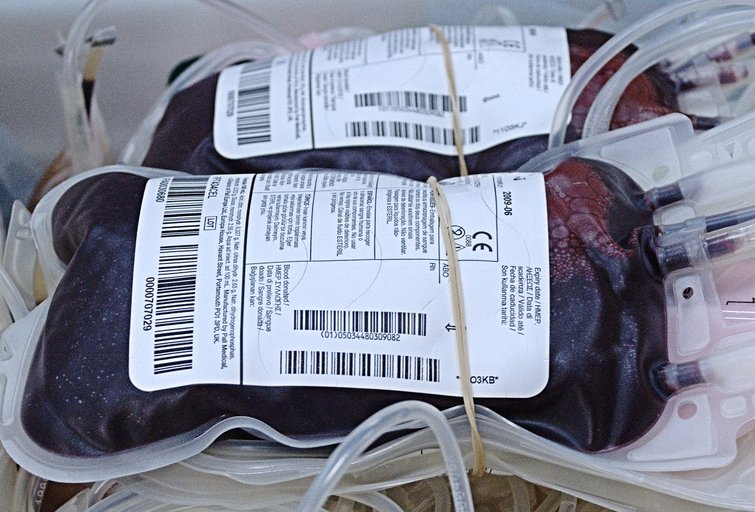
خون سیاهرگی جمع‌آوری شده در هنگام اهدای خون

خون برای انتقال به بیماران، از اهداکنندگان انسانی از طریق اهدای خون جمع‌آوری می‌شود و در یک بانک خون ذخیره می‌شود. انواع مختلفی از گروه‌های خونی در انسان‌ها وجود دارد که مهم‌ترین آنها سیستم گروه خونی ABO و عامل ارهاش هستند. انتقال خون از یک گروه خونی غیرقابل سازگار می‌تواند عوارض شدید و گاهی کشنده‌ای ایجاد کند، بنابراین برای اطمینان از انتقال یک محصول خونی سازگار، انجام تست‌های همسانی ضروری است.
علاوه بر خون، سایر محصولات خونی که به صورت وریدی تجویز می‌شوند شامل پلاکت‌ها، پلاسما، کریوپرسیپیتیت و کنسانتره‌های خاص عوامل انعقادی می‌باشند.

### تجویز داخل وریدی
داروهای مختلفی (از آنتی‌بیوتیک‌ها تا شیمی‌درمانی) به صورت وریدی تجویز می‌شوند، زیرا به راحتی یا به‌طور کامل از طریق دستگاه گوارش جذب نمی‌شوند.
پس از از دست دادن شدید خون، آماده‌سازی‌های مایعی که به‌طور کلی به آنها گشادکننده‌های پلاسما گفته می‌شود، می‌توانند به صورت وریدی تجویز شوند. این گشادکننده‌ها می‌توانند شامل محلول‌های نمکی (مانند سدیم کلرید، پتاسیم کلرید، کلسیم کلرید و غیره) در غلظت‌های فیزیولوژیک یا محلول‌های کلوئیدی مانند دکستران‌ها، آلبومین سرم انسانی یا پلاسمای یخ‌زده تازه باشند. در این شرایط اضطراری، استفاده از گشادکننده پلاسما به عنوان یک روش نجات‌دهنده مؤثرتر از انتقال خون است، زیرا متابولیسم گلبول‌های قرمز خون تلقیح‌شده بلافاصله بعد از انتقال خون از سر گرفته نمی‌شود و زمان می‌برد تا عملکرد آنها به حالت عادی برگردد.

### فصد
در پزشکی مدرن مبتنی بر شواهد، فصد در مدیریت چند بیماری نادر، از جمله هموکروماتوز و پلی‌سیتمی، مورد استفاده قرار می‌گیرد. با این حال، فصد و استفاده از زالو در قرن نوزدهم به عنوان روش‌های غیرمعتبر و رایج به کار گرفته می‌شد، زیرا بسیاری از بیماری‌ها به اشتباه به عنوان نتیجه‌ای از افراط در خون‌داری شناخته می‌شدند، بر اساس اصول پزشکی بقراطی.

## تاریخچه

### طب کلاسیک یونانی
سیستم شوخ‌طبعی یونان باستان، که چهار مایع بدنی متمایز مرتبط با خلق و خوی متفاوت را فرض می‌کرد، توسط رابین فاهرئوس، پزشک سوئدی، بر اساس مشاهده لخته شدن خون در یک ظرف شفاف پیشنهاد شده است. هنگامی که حدود یک ساعت دست نخورده باقی بماند، چهار لایه مشخص در خون گرفته شده تشکیل می‌شود: لخته تیره در پایین (صفرای سیاه)، به دنبال آن گلبول‌های قرمز خون (خون)، سپس یک لایه سفید رنگ از گلبول‌های سفید (بلغم). و در نهایت یک لایه سرمی زرد شفاف در بالا (صفرای زرد).

### انواع گروه خونی
سیستم گروه خونی ABO در ابتدا توسط کارل لندشتاینر در سال ۱۹۰۰ کشف شد. یان یانسکی بعداً در سال ۱۹۰۷ خون را به چهار نوع (A, B، AB و O) طبقه‌بندی کرد، طبقه‌بندی که امروزه همچنان مورد استفاده قرار می‌گیرد. در سال ۱۹۰۷، اولین انتقال خون با استفاده از سیستم ABO برای پیش‌بینی سازگاری انجام شد. اولین تزریق غیر مستقیم در ۲۷ مارس ۱۹۱۴ انجام شد. فاکتور Rhesus در سال ۱۹۳۷ شناسایی شد.